# Bogoria (planta)
Bogoria é um género botânico pertencente à família das orquídeas (Orchidaceae).